# 上呂駅
上呂駅（じょうろえき）は、岐阜県下呂市萩原町上呂にある、東海旅客鉄道（JR東海）高山本線の駅。
2023年のダイヤ改正まで、始発岐阜行と最終の高山行は当駅を通過していた

## 歴史
- 1933年（昭和8年）8月25日：高山線（1934年に高山本線へ改称）飛騨萩原 - 飛騨小坂間延伸時に開業[1]。旅客及び貨物の取扱を開始[2]。
- 1961年（昭和36年）8月1日：貨物の取扱を廃止[2]。
- 1984年（昭和59年）2月1日：荷物扱い廃止[2]。
- 1985年（昭和60年）4月1日：無人駅化[1][3]。
- 1987年（昭和62年）4月1日：国鉄分割民営化により、東海旅客鉄道の駅となる[2]。

## 駅構造
相対式ホーム2面2線を有する地上駅。下呂駅管理の無人駅である。開業当時からの古い木造駅舎が残る。ホーム間の移動のため、跨線橋がある。また、ホームは駅舎よりやや高い位置にある。
高速（105km/h）Y字ポイントが整備されている。
駅構内と周辺にはトイレがない。

### のりば
| 番線 | 路線        | 方向 | 行先           |
| ---- | ----------- | ---- | -------------- |
| 1    | CG 高山本線 | 下り | 高山・富山方面 |
| 2    | CG 高山本線 | 上り | 下呂・岐阜方面 |

## 駅周辺
上呂の街の中心は飛騨川を挟んだ対岸にあったが、近年は駅に並走する形の国道41号に商業施設が集中している。
- 上呂郵便局
- 下呂市立萩原北中学校
- お美津稲荷神社
- [飛騨農業協同組合]浅水支店
- 国道41号
- 浅水（あさんず）大橋・浅水橋 - 浅水大橋は駅前の自動車通行可能の橋、浅水橋は上流側にある歩行者用の吊橋である。
- 飛騨川（益田川）
- 濃飛バス「上呂駅前」バス停（高山バスセンター - 下呂バスセンター）

## 隣の駅
東海旅客鉄道（JR東海）
CG 高山本線
飛騨萩原駅 - 上呂駅 - 飛騨宮田駅